# República Socialista da Romênia
A República Socialista da Roménia (português europeu) ou República Socialista da Romênia (português brasileiro) (em romeno: Republica Socialistă România, RSR) foi um estado socialista de partido único marxista-leninista que existiu oficialmente na Romênia de 1947 a 1989 (ver Revoluções de 1989). De 1947 a 1965, o estado foi conhecido como República Popular Romena (Republica Populară Romînă, RPR). O país era um estado do Bloco Oriental e membro do Pacto de Varsóvia, com um papel dominante para o Partido Comunista Romeno consagrado em suas constituições. Geograficamente, a RSR fazia fronteira com o Mar Negro a leste, a União Soviética (por meio da Ucrânia e da Moldávia) ao norte e leste, a Hungria e a Iugoslávia (por meio da Sérvia) a oeste e a Bulgária ao sul.
Com o fim da Segunda Guerra Mundial, o Reino da Romênia, um antigo membro do Eixo que havia derrubado seu governo pró-Eixo, foi ocupada pela União Soviética como única representante dos Aliados. Em 6 de março de 1945, após manifestações em massa de simpatizantes comunistas e pressão política do representante soviético da Comissão de Controle Aliada, um novo governo pró-soviético que incluía membros do anteriormente proibido Partido dos Trabalhadores Romenos foi instalado. Gradualmente, mais membros do Partido dos Trabalhadores e partidos alinhados aos comunistas ganharam o controle da administração e os líderes políticos do pré-guerra foram gradualmente eliminados da vida política. Em dezembro de 1947, o rei Miguel I foi forçado a abdicar e a República Popular da Romênia foi declarada.
No início, os escassos recursos da Roménia no pós-guerra foram drenados pelos "SovRoms", novas empresas soviético-romenas isentas de impostos que permitiram à União Soviética controlar as principais fontes de rendimento da Roménia.  Outro dreno foram as reparações de guerra pagas à União Soviética. No entanto, durante a década de 1950, o governo comunista da Roménia começou a afirmar mais independência, o que levou, por exemplo, à retirada de todas as tropas soviéticas da Roménia em 1958.  No geral, entre as décadas de 1950 e 1970, o país apresentou altas taxas de crescimento económico e melhorias significativas na mortalidade infantil, na esperança de vida, na alfabetização, na urbanização e nos direitos das mulheres, mas depois estagnou na década de 1980. 
Nas décadas de 1960 e 1970, Nicolae Ceaușescu tornou-se Secretário-Geral do Partido Comunista (1965), Presidente do Conselho de Estado (1967) e assumiu o recém-criado cargo de Presidente em 1974. A denúncia de Ceaușescu sobre a invasão soviética da Tchecoslováquia em 1968 e um breve relaxamento na repressão interna levaram a uma imagem positiva tanto em casa quanto no Ocidente. No entanto, o rápido crescimento económico alimentado em parte pelos créditos estrangeiros deu gradualmente lugar a uma austeridade e à repressão política que levaram à queda violenta do seu governo totalitário em Dezembro de 1989.   
Muitas pessoas foram executadas ou morreram sob custódia durante a existência da Romênia comunista, a maioria durante a era stalinista da década de 1950. Embora as execuções judiciais entre 1945 e 1964 tenham sido de 137,  as mortes sob custódia são estimadas em dezenas ou centenas de milhares.    Outros foram presos por razões políticas, econômicas ou outras e sofreram prisão ou tortura.
A Constituição de 1965 permaneceu em vigor após sua dissolução e foi alterada para refletir a transição da Romênia para a democracia. Ela foi substituída pela atual constituição em 8 de dezembro de 1991, depois que um referendo nacional aboliu completamente o sistema socialista de governo e o substituiu por um sistema semipresidencial.

## História

### Ocupação soviética e ascensão dos comunistas

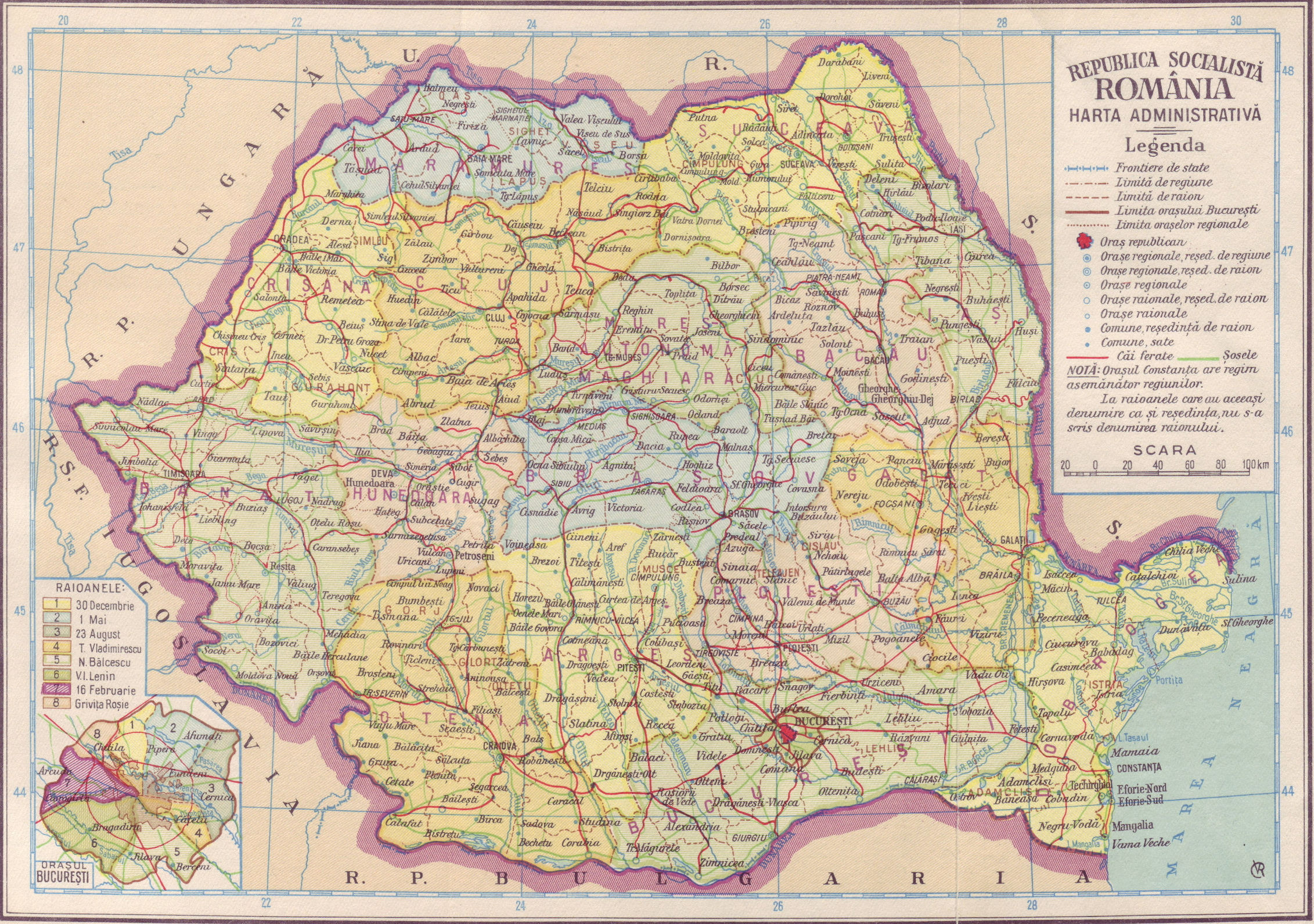
A República Socialista da Romênia em 1966

Quando o Rei Miguel, apoiado pelos principais partidos políticos, derrubou Ion Antonescu em agosto de 1944, separando a Romênia do Eixo e trazendo-a para o lado dos Aliados, Miguel não pôde fazer nada para apagar a memória da recente participação ativa de seu país na invasão alemã da União Soviética. As forças romenas lutaram sob o comando soviético, avançando pelo norte da Transilvânia até a Hungria, e depois para a Tchecoslováquia e a Áustria. No entanto, os soviéticos trataram a Roménia como um território conquistado,  e as tropas soviéticas continuaram a ocupar o país com base no facto de os romenos terem sido aliados ativos dos nazistas com um governo fascista até muito recentemente.
A Conferência de Ialta garantiu à União Soviética um interesse predominante na Romênia. Os Tratados de Paz de Paris não reconheceram a Romênia como um país aliado co-beligerante, já que o exército romeno lutou arduamente contra os soviéticos durante a maior parte da guerra, mudando de lado apenas quando a maré começou a mudar. Os comunistas, como todos os partidos políticos, desempenharam apenas um papel menor no primeiro governo de guerra do Rei Miguel, liderado pelo General Constantin Sănătescu, embora sua presença tenha aumentado naquele liderado por Nicolae Rădescu. Isso mudou em março de 1945, quando o Dr. Petru Groza, da Frente dos Lavradores, um partido intimamente associado aos comunistas, tornou-se primeiro-ministro. No papel, seu governo era amplo e incluía membros da maioria dos principais partidos do pré-guerra, exceto a fascista Guarda de Ferro. No entanto, os comunistas detinham os principais ministérios, e a maioria dos ministros que representavam nominalmente partidos não comunistas eram, como o próprio Groza, companheiros de viagem. 
O rei não estava feliz com a direção deste governo, mas quando tentou forçar a renúncia de Groza recusando-se a assinar qualquer legislação (um movimento conhecido como "greve real"), Groza simplesmente escolheu promulgar leis sem se preocupar em obter a assinatura de Michael. Em 8 de novembro de 1945, dia do nome do Rei Miguel, uma manifestação pró-monarquia em frente ao Palácio Real em Bucareste transformou-se em lutas de rua entre apoiantes da oposição e soldados, polícias e trabalhadores pró-governo, resultando em dezenas de mortos e feridos; oficiais soviéticos impediram soldados e polícias romenos de disparar contra civis, e as tropas soviéticas restauraram a ordem. 
Apesar da desaprovação do rei, o primeiro governo de Groza trouxe a reforma agrária e o sufrágio feminino. O primeiro deu ao partido grande popularidade entre os camponeses do sul e do leste, enquanto o último conquistou o apoio de mulheres instruídas. No entanto, também marcou o início do domínio soviético na Romênia. Nas eleições de 19 de novembro de 1946, o Bloco de Partidos Democráticos (BPD), liderado pelos comunistas, obteve 84% dos votos. Estas eleições foram caracterizadas por irregularidades generalizadas, incluindo intimidação, fraude eleitoral e assassinatos  Os arquivos confirmam as suspeitas da época de que os resultados das eleições foram, de facto, falsificados. 
Depois de formar um governo, os comunistas agiram para eliminar o papel dos partidos centristas; notavelmente, o Partido Nacional dos Camponeses foi acusado de espionagem depois que ficou claro em 1947 que seus líderes estavam se reunindo secretamente com autoridades dos Estados Unidos. Um julgamento simulado de sua liderança foi então organizado, e eles foram colocados na prisão. Outros partidos foram forçados a "fundir-se" com os comunistas. Em 1946 e 1947, vários membros de alto escalão do governo pró-Eixo foram executados como criminosos de guerra, principalmente por seu envolvimento no Holocausto e por atacar a União Soviética. O próprio Antonescu foi executado em 1º de junho de 1946. 
Em 1947, a Romênia continuava sendo a única monarquia no Bloco Oriental. Em 30 de dezembro daquele ano, Michael estava em seu palácio em Sinaia quando Groza e Gheorghiu-Dej o convocaram de volta a Bucareste. Eles lhe deram um instrumento de abdicação pré-digitado e exigiram que ele o assinasse. Com tropas pró-comunistas cercando seu palácio e suas linhas telefônicas cortadas, Michael foi forçado a assinar o documento. Horas depois, o Parlamento aboliu a monarquia e proclamou a Romênia uma República Popular. Em fevereiro de 1948, os comunistas se fundiram com os social-democratas para formar o Partido dos Trabalhadores Romenos. No entanto, a maioria dos socialistas de mentalidade independente logo foi expulsa. Enquanto isso, muitos políticos não comunistas foram presos ou fugiram para o exílio. 
O regime comunista foi formalizado com a constituição de 13 de abril de 1948. A nova constituição era uma cópia quase exata da Constituição Soviética de 1936. Embora garantisse todos os tipos de liberdade no papel, qualquer associação que tivesse uma "natureza fascista ou antidemocrática" era proibida. Essa disposição foi interpretada de forma ampla, banindo qualquer partido que não estivesse disposto a obedecer às ordens dos comunistas e deu uma fachada legal à repressão política.
Embora a Constituição de 1948 e suas duas sucessoras tenham fornecido um simulacro de liberdade religiosa, o regime de fato tinha uma política de promoção do ateísmo marxista-leninista, juntamente com a perseguição religiosa. O papel dos órgãos religiosos era estritamente limitado aos seus locais de culto, e grandes manifestações públicas eram estritamente proibidas. Em 1948, a fim de minimizar o papel do clero na sociedade, o governo adotou um decreto nacionalizando a propriedade da igreja, incluindo as escolas.  O regime achou mais sensato usar a religião e torná-la subserviente ao regime, em vez de erradicá-la.  O governo comunista também dissolveu a Igreja Greco-Católica Romena Uniata, declarando sua fusão com a Igreja Ortodoxa Romena. 

### República Popular da Romênia

#### Primeiros anos

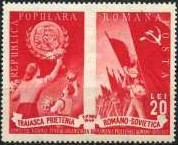
Selo de 1949 celebrando a amizade romeno-soviética.

Os primeiros anos do regime comunista na Romênia foram marcados por repetidas mudanças de rumo e por inúmeras prisões e encarceramentos enquanto facções disputavam o domínio. Os recursos do país também foram esgotados pelos acordos SovRom soviéticos, que facilitaram o envio de produtos romenos para a União Soviética a preços nominais. 
Em 11 de junho de 1948, todos os bancos e grandes empresas foram nacionalizados. 
Na liderança comunista, parece ter havido três facções importantes, todas elas stalinistas, diferenciadas mais por suas respectivas histórias pessoais do que por quaisquer diferenças políticas ou filosóficas profundas. A historiografia posterior afirmou identificar as seguintes facções: os "moscovitas", notadamente Ana Pauker e Vasile Luca, que passaram a guerra em Moscou, e os "comunistas prisionais", notavelmente Gheorghe Gheorghiu-Dej, que foram presos durante a guerra. 
Pauker e seus aliados foram acusados de se desviarem para a esquerda e para a direita. Por exemplo, eles inicialmente se aliaram para não liquidar a burguesia rural, mas depois mudaram de posição. No final, com o apoio de Josef Stalin, Gheorghiu-Dej venceu. Pauker foi expurgado do partido (junto com outros 192.000 membros do partido); Pătrășcanu foi executado após um julgamento-espetáculo. 

#### Era Gheorghiu-Dej

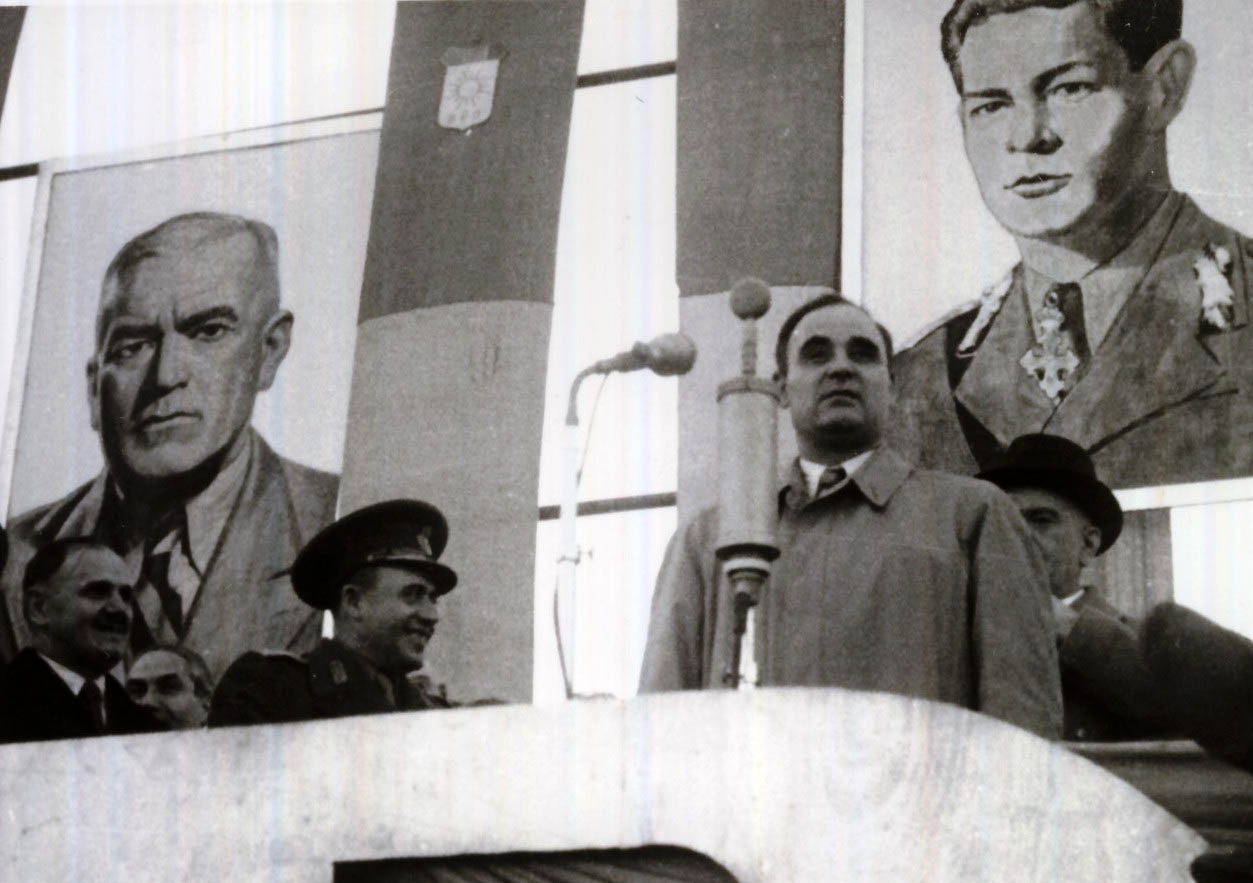
Gheorghe Gheorghiu-Dej falando em um comício de trabalhadores na Praça da Nação, Bucareste, após as eleições gerais de 1946

Gheorghiu-Dej, um stalinista convicto, estava descontente com as reformas na União Soviética de Nikita Khrushchev após a morte de Stalin em 1953. Ele também se opôs à meta da Comecon de transformar a Romênia no "celeiro" do Bloco do Leste, buscando um plano econômico baseado na indústria pesada e na produção de energia. O governo fechou os maiores campos de trabalho da Romênia, abandonou o projeto do Canal Danúbio-Mar Negro, interrompeu o racionamento e aumentou os salários dos trabalhadores. Esses fatores se combinaram para colocar a Romênia sob Gheorghiu-Dej em uma rota relativamente independente e nacionalista. 
Gheorghiu-Dej se identificou com o stalinismo, e o governo soviético mais liberal ameaçou minar sua autoridade. Em um esforço para reforçar sua posição, Gheorghiu-Dej prometeu cooperação com qualquer estado, independentemente do sistema político-econômico, desde que reconhecesse a igualdade internacional e não interferisse nos assuntos internos de outras nações. Essa política levou ao estreitamento dos laços da Romênia com a China, que também defendia a autodeterminação nacional e se opunha ao hegemonismo soviético. 
Gheorghiu-Dej renunciou ao cargo de secretário-geral do partido em 1954, mas manteve o cargo de primeiro-ministro; um secretariado coletivo de quatro membros, incluindo Nicolae Ceaușescu, controlou o partido por um ano antes de Gheorghiu-Dej assumir novamente o poder. Apesar de sua nova política de cooperação internacional, a Romênia aderiu à Organização do Tratado de Varsóvia (Pacto de Varsóvia) em 1955, o que implicou subordinar e integrar uma parte de suas forças armadas à máquina militar soviética. Mais tarde, a Romênia se recusou a permitir manobras do Pacto de Varsóvia em seu território e limitou sua participação em manobras militares em outras partes da aliança. 
Em 1956, o primeiro-ministro soviético, Nikita Khrushchev, denunciou Stalin em um discurso secreto perante o XX Congresso do Partido Comunista da União Soviética (PCUS). Gheorghiu-Dej e a liderança do Partido dos Trabalhadores Romeno (Partidul Muncitoresc Român, PMR) estavam totalmente preparados para resistir à desestalinização. Gheorghiu-Dej fez de Pauker, Luca e Georgescu bodes expiatórios dos excessos do passado comunista romeno e afirmou que o partido romeno havia expurgado seus elementos stalinistas antes mesmo da morte de Stalin em 1953. É muito provável que o próprio Gheorghiu-Dej tenha ordenado a violência e a coerção nos movimentos de coletivização, já que ele não repreendeu aqueles que perpetuaram os abusos. De fato, Pauker repreendia qualquer quadro que forçasse os camponeses e, uma vez expurgada, a violência reapareceu. 
Em outubro de 1956, os líderes comunistas da Polônia se recusaram a sucumbir às ameaças militares soviéticas de intervir em assuntos políticos internos e instalar um Politburo mais obediente. Algumas semanas depois, o Partido Comunista na Hungria praticamente se desintegrou durante uma revolução popular. O desafio da Polônia e a revolta popular da Hungria inspiraram estudantes romenos a organizar reuniões em București, Cluj e Timișoara pedindo liberdade, melhores condições de vida e o fim do domínio soviético. Sob o pretexto de que a revolta húngara poderia incitar a revolta de sua própria nação, Gheorghiu-Dej tomou medidas radicais que significaram perseguições e prisões de vários "suspeitos", especialmente pessoas de origem húngara. Ele também defendeu uma rápida intervenção soviética, e a União Soviética reforçou sua presença militar na Romênia, particularmente ao longo da fronteira com a Hungria. Embora a agitação na Romênia tenha se mostrado fragmentada e controlável, a da Hungria não foi, então, em novembro, Moscou organizou uma sangrenta invasão à Hungria. 
Após a Revolução de 1956, Gheorghiu-Dej trabalhou em estreita colaboração com o novo líder da Hungria, János Kádár, que foi empossado pela União Soviética. A Romênia prendeu o ex-primeiro-ministro húngaro (líder da revolução de 1956) Imre Nagy. Ele foi preso em Snagov, ao norte de Bucareste. Após uma série de interrogatórios por autoridades soviéticas e romenas, Nagy foi devolvido a Budapeste para julgamento e execução. 
O governo da Romênia também tomou medidas para reduzir o descontentamento público, reduzindo os investimentos na indústria pesada, aumentando a produção de bens de consumo, descentralizando a gestão econômica, aumentando salários e incentivos e instituindo elementos de gestão de trabalhadores. As autoridades eliminaram as entregas compulsórias para agricultores privados, mas reaceleraram o programa de coletivização em meados da década de 1950, embora de forma menos brutal do que antes. O governo declarou a coletivização completa em 1962, quando fazendas coletivas e estatais controlavam 77% das terras aráveis. 
Apesar da alegação de Gheorghiu-Dej de que havia expurgado os stalinistas do partido romeno, ele continuou suscetível a ataques por sua óbvia cumplicidade nas atividades do partido de 1944 a 1953. Numa reunião plenária do PMR em março de 1956, Miron Constantinescu e Iosif Chișinevschi, ambos membros do Politburo e vice-primeiros-ministros, criticaram Gheorghiu-Dej. Constantinescu, que defendia uma liberalização ao estilo de Khrushchev, representava uma ameaça particular para Gheorghiu-Dej porque tinha boas conexões com a liderança de Moscou. O PMR expurgou Constantinescu e Chișinevschi em 1957, denunciando ambos como stalinistas e acusando-os de cumplicidade com Pauker. Depois disso, Gheorghiu-Dej não enfrentou nenhum desafio sério à sua liderança. Ceaușescu substituiu Constantinescu como chefe dos quadros do PMR. 
Os quadros — qualquer pessoa que não fosse membro de base do Partido Comunista — eram considerados a vanguarda do Partido, pois lhes era confiado o poder de construir uma nova ordem social e as formas de poder que a sustentariam. Eles ainda eram submetidos a uma vigilância intensa, o que criava um ambiente de competição e rivalidade. 

#### Perseguição, sistema de campos de trabalho e resistência anticomunista

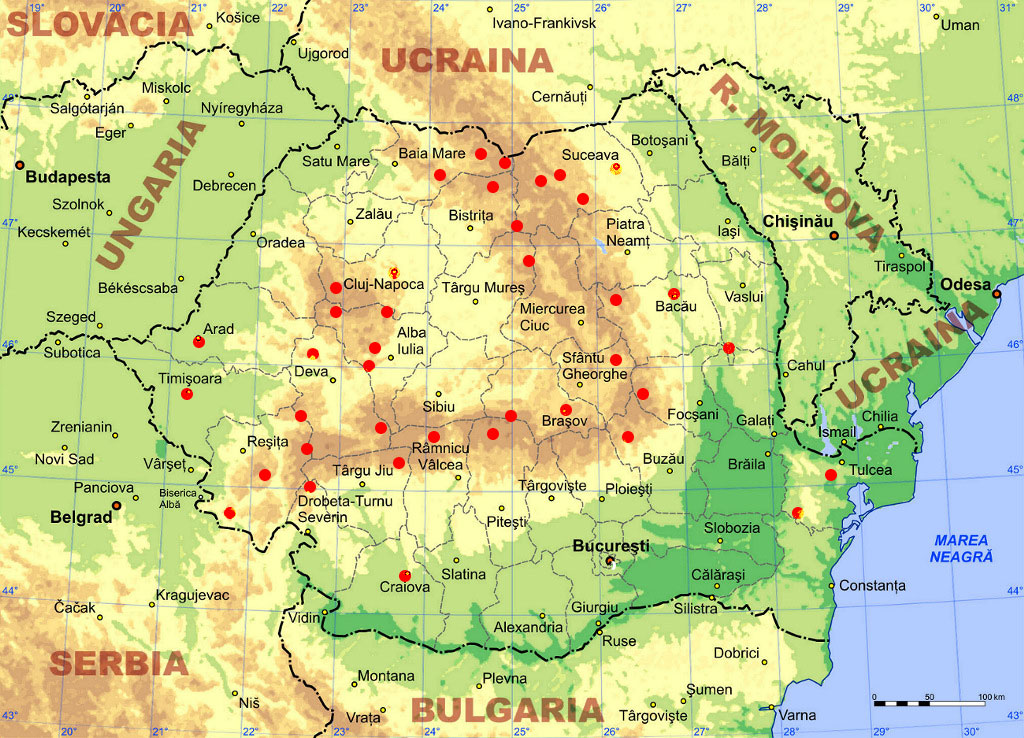
Resistência armada contra o governo

À medida que o governo comunista se entrincheirou, o número de prisões aumentou. A Direcção-Geral da Segurança Popular, ou "Securitate", foi criada em 1948 com o objectivo declarado de "defender a conquista democrática e garantir a segurança da República Popular Romena contra as conspirações de inimigos internos e externos". 
Todos os estratos da sociedade estavam envolvidos, mas os alvos mais visados eram as elites pré-guerra, como intelectuais, clérigos, professores, ex-políticos (mesmo que tivessem visões de esquerda) e qualquer um que pudesse potencialmente formar o núcleo da resistência anticomunista. Segundo os números, entre 1945 e 1964, foram presas 73.334 pessoas. 
As prisões existentes foram preenchidas com presos políticos, e um novo sistema de campos de trabalho forçado e prisões foi criado, inspirado no Gulag soviético. A decisão de colocar em prática o projeto centenário de um Canal Danúbio-Mar Negro serviu de pretexto para a construção de vários campos de trabalho, onde inúmeras pessoas morreram. Algumas das prisões mais notórias incluíam Sighet, Gherla, Pitești e Aiud, e campos de trabalho forçado foram criados em minas de chumbo e no Delta do Danúbio.
Uma das experiências de lavagem cerebral mais notórias e infames da história da Europa Oriental ocorreu na Romênia, na prisão política de Pitești, uma pequena cidade a cerca de 120km a noroeste de Bucareste. Esta prisão ainda é famosa na Romênia pelo chamado "experimento Pitești" ou fenômeno Pitești, realizado lá entre 1949 e 1952. A prisão em Pitești e o experimento de Pitești tinham como objetivo "reeducar" os oponentes (reais ou imaginários) do regime. Envolvia tortura psicológica e física de prisioneiros e a submissão deles a atos humilhantes, degradantes e desumanizantes. Dezenas de pessoas morreram neste "experimento", mas seu objetivo não era matar as pessoas, mas sim "reeducá-las". Alguns dos que foram assim "reeducados" mais tarde se tornaram eles próprios torturadores. Dos que sobreviveram a Pitești, muitos tiraram as próprias vidas ou acabaram em instituições mentais. 
O governo comunista também decidiu pela deportação de camponeses do Banato (sudoeste da Transilvânia, na fronteira com a Iugoslávia), iniciada em 18 de junho de 1951. Cerca de 45.000 pessoas foram "reassentadas" à força em regiões menos povoadas nas planícies orientais (Bărăgan). A decisão do governo foi direcionada à criação de um cordão sanitário contra a Iugoslávia de Tito, mas também foi usada como uma tática de intimidação para forçar os camponeses restantes a se juntarem às fazendas coletivas. A maioria dos deportados viveu em Bărăgan por 5 anos (até 1956), mas alguns permaneceram lá permanentemente. 
A resistência anticomunista também teve uma forma organizada, e muitas pessoas que se opunham ao governo pegaram em armas e formaram grupos partidários, compostos por 10 a 40 pessoas. Houve ataques a postos policiais e sabotagem. Alguns dos guerrilheiros famosos foram Elisabeta Rizea de Nucșoara e Gheorghe Arsenescu. Apesar das numerosas tropas da polícia secreta (Securitate) e do exército se reunirem contra eles, a resistência armada nas montanhas continuou até o início da década de 1960, e um dos líderes partidários mais conhecidos só foi capturado em 1974. 
Outra forma de resistência anticomunista, não violenta desta vez, foi o movimento estudantil de 1956. Em reação à revolta anticomunista na Hungria, ecos foram sentidos em todo o bloco oriental. Protestos ocorreram em alguns centros universitários, resultando em inúmeras prisões e expulsões. O movimento estudantil mais organizado ocorreu em Timișoara, onde 3000 pessoas foram presas.  Em Bucareste e Cluj, grupos organizados foram criados para tentar fazer causa comum com o movimento anticomunista na Hungria e coordenar atividades. A reação das autoridades foi imediata: estudantes foram presos ou suspensos dos cursos, alguns professores foram demitidos e novas associações foram criadas para supervisionar as atividades estudantis. 
Dezenas de milhares de pessoas foram mortas como parte da repressão e da colectivização agrícola na Roménia comunista, principalmente sob Gheorghiu-Dej.  

### Governo Ceauşescu

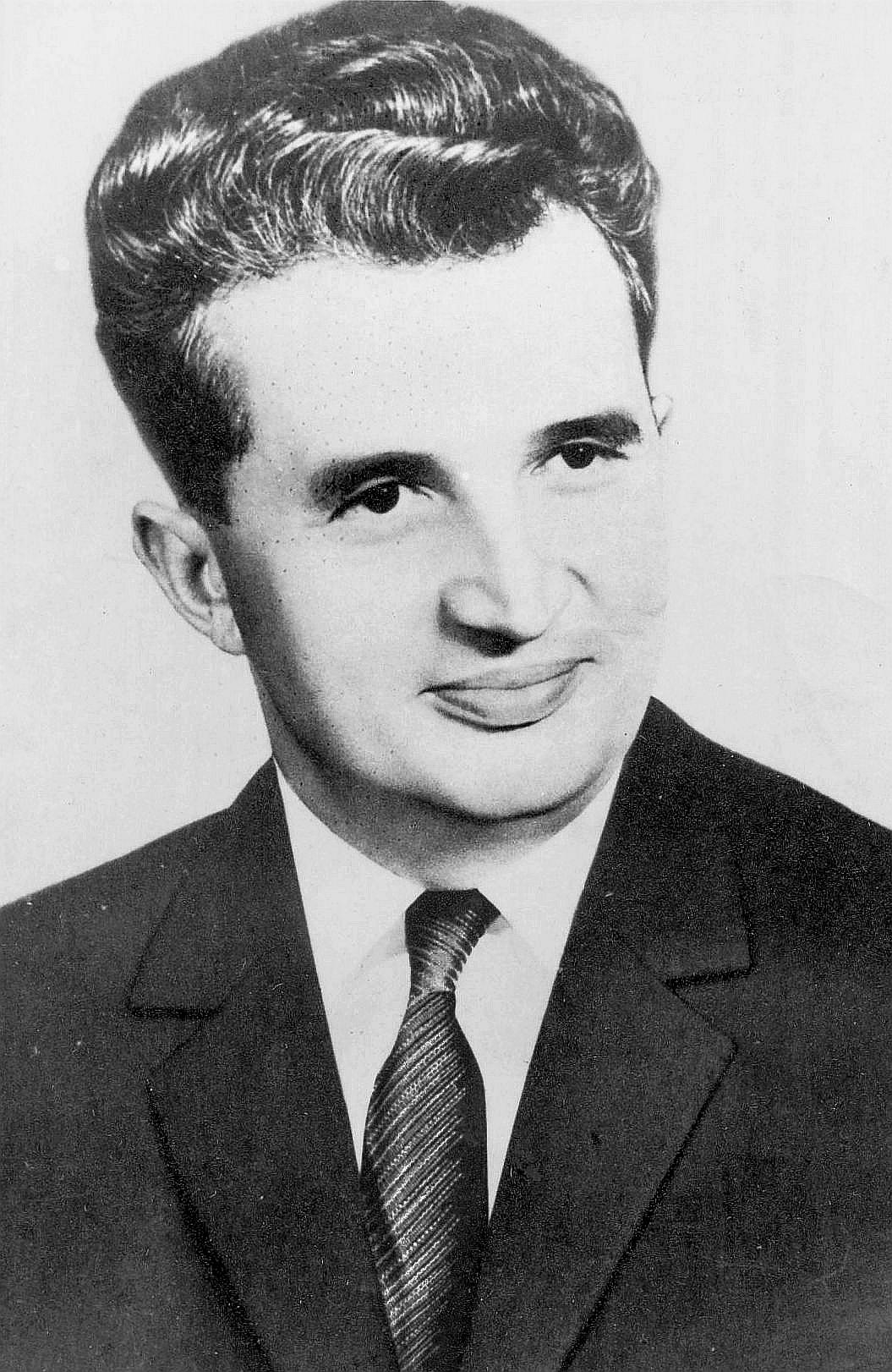
Nicolae Ceaușescu, Líder da Romênia de 1965 a 1989

Gheorghiu-Dej morreu em 1965 e, após uma luta pelo poder, foi sucedido pelo até então obscuro Nicolae Ceaușescu. Durante seus últimos dois anos, Gheorghiu-Dej explorou a disputa soviético-chinesa e começou a se opor à hegemonia da União Soviética. Ceaușescu, apoiado por colegas de Gheorghiu-Dej, como Maurer, deu continuidade a essa linha popular. As relações com os países ocidentais e muitos outros estados começaram a ser fortalecidas no que parecia ser o interesse nacional da Romênia. No âmbito de uma política de desrussificação, a influência cultural forçada soviética (principalmente russa) no país, que caracterizou a década de 1950, foi interrompida e os meios de comunicação ocidentais foram autorizados a circular na Roménia. 

#### Primeiros anos
Em 21 de agosto de 1965, seguindo o exemplo da Tchecoslováquia, o nome do país foi alterado para "República Socialista da Romênia" (Republica Socialistă România, RSR) e o antigo nome do PMR foi restaurado (Partidul Comunist Român, PCR ; "Partido Comunista Romeno").
Em seus primeiros anos no poder, Ceaușescu era genuinamente popular, tanto em casa quanto no exterior. Os produtos agrícolas eram abundantes, os bens de consumo começaram a reaparecer, houve um degelo cultural e, o que era importante no exterior, ele se manifestou contra a invasão soviética da Tchecoslováquia em 1968. Embora sua reputação em casa logo tenha piorado, ele continuou a ter relações excepcionalmente boas com governos ocidentais e com instituições capitalistas internacionais, como o Fundo Monetário Internacional e o Banco Mundial, por causa de sua linha política independente. A Romênia, sob o comando de Ceaușescu, manteve e às vezes melhorou relações diplomáticas e de outro tipo com, entre outros, a Alemanha Ocidental, Israel, China, Albânia e o Chile de Pinochet, todos por várias razões que não estavam em bons termos com Moscou. 
Ceaușescu recusou-se a implementar medidas de liberalismo económico. A evolução do seu regime seguiu o caminho iniciado por Gheorghiu-Dej. Ele continuou com o programa de industrialização intensiva visando a autossuficiência econômica do país que desde 1959 já havia dobrado a produção industrial e reduzido a população camponesa de 78% no final da década de 1940 para 61% em 1966 e 49% em 1971. Entretanto, para a Romênia, assim como para outras Repúblicas Populares do Leste, a industrialização não significou uma ruptura social total com o campo. Os camponeses retornavam periodicamente às aldeias ou residiam nelas, deslocando-se diariamente para a cidade em uma prática chamada naveta. Isto permitiu aos romenos agirem como camponeses e trabalhadores ao mesmo tempo. 
Também foram fundadas universidades em pequenas cidades romenas, que serviram para formar profissionais qualificados, como engenheiros, economistas, planejadores ou juristas, necessários ao projeto de industrialização e desenvolvimento do país. O sistema de saúde romeno também obteve melhorias e reconhecimento pela Organização Mundial da Saúde (OMS). Em Maio de 1969, Marcolino Candau, Director-Geral desta organização, visitou a Roménia e declarou que as visitas do pessoal da OMS a vários estabelecimentos hospitalares romenos tinham causado uma impressão extraordinariamente boa. 
As transformações sociais e econômicas resultaram em melhores condições de vida para os romenos. O crescimento econômico permitiu salários mais altos, o que, combinado com os benefícios oferecidos pelo Estado (assistência médica gratuita, pensões, educação universal gratuita em todos os níveis, etc.), foi um salto em comparação à situação da população romena antes da Segunda Guerra Mundial. Foram permitidas certas retribuições extras aos camponeses, que começaram a produzir mais. 

#### Questões de direitos humanos

Gráficos demográficos. Um enorme aumento na taxa de natalidade em 1967, como resultado do Decreto 770, é a característica mais proeminente desses gráficos.

Preocupado com as baixas taxas de natalidade do país, Nicolae Ceaușescu promulgou uma política natalista agressiva, que incluía a proibição do aborto e da contracepção, testes de gravidez de rotina para mulheres, impostos sobre a ausência de filhos e discriminação legal contra pessoas sem filhos. Esse período foi posteriormente retratado em filmes e documentários (como 4 luni, 3 săptămâni şi 2 zile). Para combater o declínio acentuado da população, o Partido Comunista decidiu que a população romena deveria aumentar de 23 para 30 milhões de habitantes. Em Outubro de 1966,  o Decreto 770 foi autorizado por Ceaușescu.
Essas medidas pró-natalidade tiveram algum grau de sucesso, pois houve um baby boom no final da década de 1960, com as gerações nascidas em 1967 e 1968 sendo as maiores na história do país. As políticas natalistas aumentaram temporariamente as taxas de natalidade durante alguns anos, mas isso foi seguido por um declínio posterior devido ao aumento do uso do aborto ilegal.   A política de Ceaușescu resultou na morte de mais de 9.000 mulheres devido a abortos ilegais,  um grande número de crianças colocadas em orfanatos romenos por pais que não conseguiam cuidar delas, crianças de rua na década de 1990 (quando muitos orfanatos foram fechados e as crianças acabaram nas ruas) e superlotação em lares e escolas.
Outras restrições aos direitos humanos incluíam invasão de privacidade pela polícia secreta (a "Securitate"), censura e realocação, mas não na mesma escala que na década de 1950.

#### Industrialização

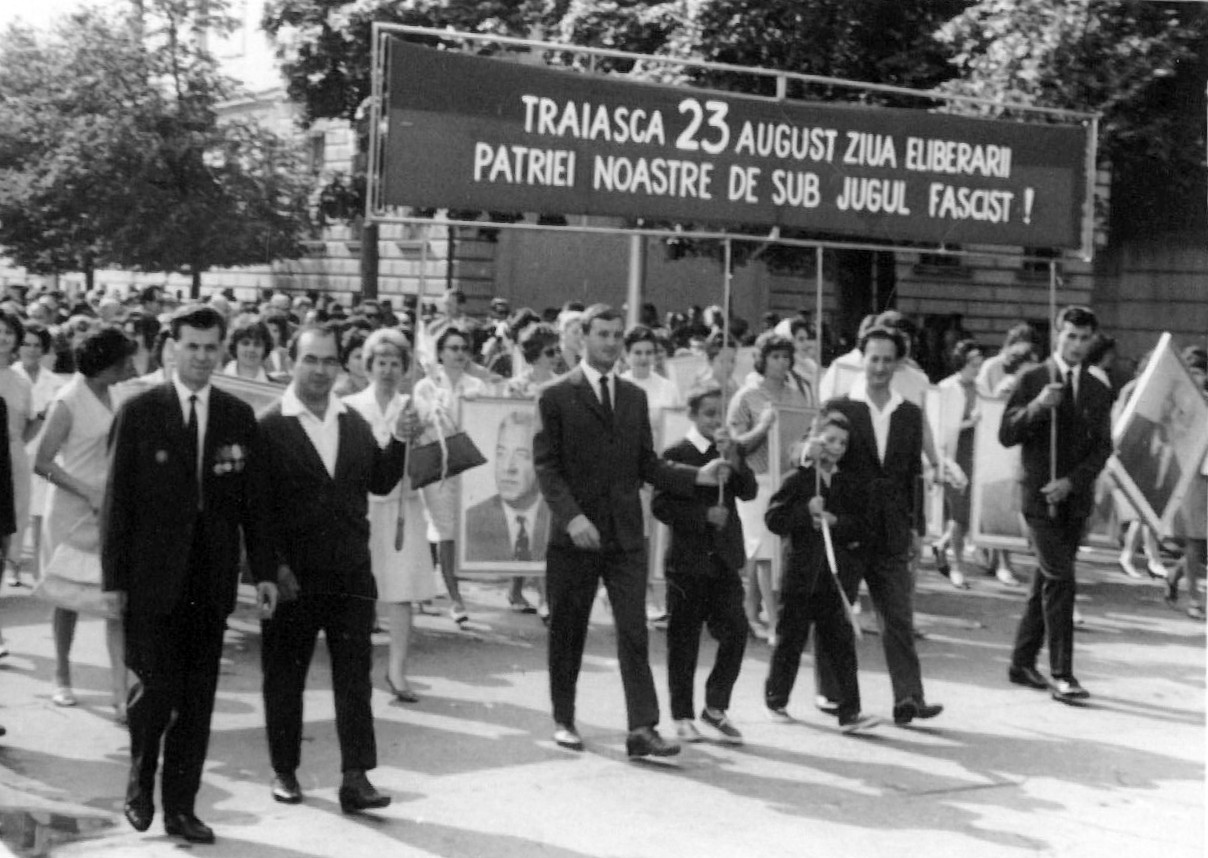
Manifestação de 23 de agosto

A Roménia de Ceaușescu continuou a prosseguir a política de industrialização de Gheorghiu-Dej. A Romênia fez progressos na economia. Entre 1951 e 1974, a produção industrial bruta da Roménia aumentou a uma taxa média anual de 13 por cento.  Vários ramos da indústria pesada foram fundados, incluindo as indústrias de máquinas-ferramentas, tratores e automotivas; construção naval de grande tonelagem; fabricação de locomotivas elétricas a diesel; e as indústrias eletrônica e petroquímica. 
Antes de meados da década de 1970, Bucareste, como a maioria das outras cidades, se desenvolveu pela expansão da cidade, especialmente em direção ao sul, leste e oeste. Bairros residenciais de alta densidade foram construídos nos arredores da cidade, alguns (como Drumul Taberei, Berceni, Titan ou Giurgiului) de valor arquitetônico e de planejamento urbano. Planos de conservação foram feitos, especialmente durante as décadas de 1960 e início de 1970, mas todos foram interrompidos depois que Ceaușescu embarcou no que é conhecido como "A Pequena Revolução Cultural" ("Mica revoluție culturală"), após visitar a Coreia do Norte e a República Popular da China e então fazer um discurso conhecido como Teses de Julho. No final da década de 1970, a construção do sistema de metrô de Bucareste foi iniciada. Depois de dois anos, 10km de rede já estavam concluídos e após mais 2 anos, 9km de túneis estavam prontos para uso. Em 17 de agosto de 1989, 49,01km do sistema de metrô e 34 estações já estavam em uso. 
O terremoto de 1977 abalou Bucareste; muitos edifícios desabaram e muitos outros ficaram enfraquecidos. Este foi o pano de fundo que levou a uma política de demolição em larga escala que afetou monumentos de importância histórica ou obras-primas arquitetônicas, como o monumental Mosteiro Văcărești (1722), as igrejas "Sfânta Vineri" (1645) e "Enei" (1611), os mosteiros Cotroceni (1679) e Pantelimon (1750) e o art déco "Estádio da República" (Estádio ANEF, 1926). Até mesmo o Palácio da Justiça – construído pelo principal arquiteto da Romênia, Ion Mincu – estava programado para ser demolido no início de 1990, de acordo com os documentos de sistematização. Outra tática era abandonar e negligenciar edifícios, deixando-os em tal estado que precisariam ser demolidos. 
Portanto, a política em relação à cidade após o terremoto não foi de reconstrução, mas de demolição e construção de novo. Uma análise do Sindicato dos Arquitetos, encomendada em 1990, afirma que mais de 2.000 edifícios foram demolidos, com mais de 77 de altíssima importância arquitetônica, a maioria deles em boas condições. Até mesmo a Gara de Nord (a principal estação ferroviária da cidade), listada na Lista do Patrimônio Arquitetônico Romeno, estava programada para ser demolida e substituída no início de 1992. 
Apesar de tudo isto, e apesar do tratamento muito questionado dos órfãos infectados pelo VIH,  o país continuou a ter um sistema escolar notavelmente bom. Além disso, nem todo projeto de industrialização foi um fracasso: Ceaușescu deixou a Romênia com um sistema razoavelmente eficaz de geração e transmissão de energia, deu a Bucareste um metrô funcional e deixou muitas cidades com um aumento de prédios de apartamentos habitáveis.

#### Década de 1980: racionamento severo

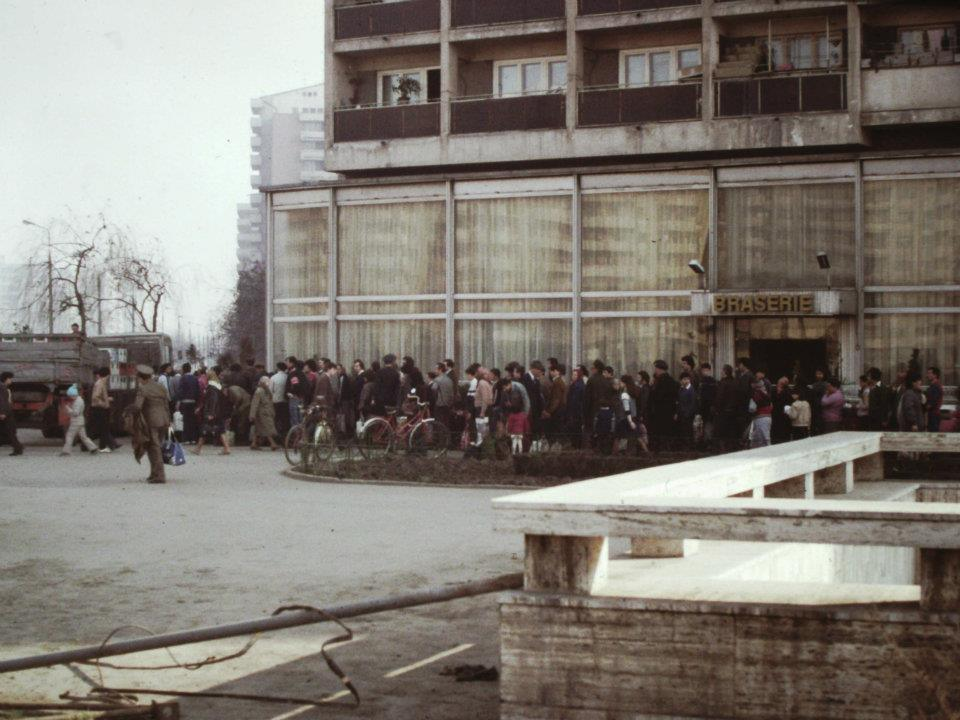
Uma fila para óleo de cozinha em Bucareste, 1986

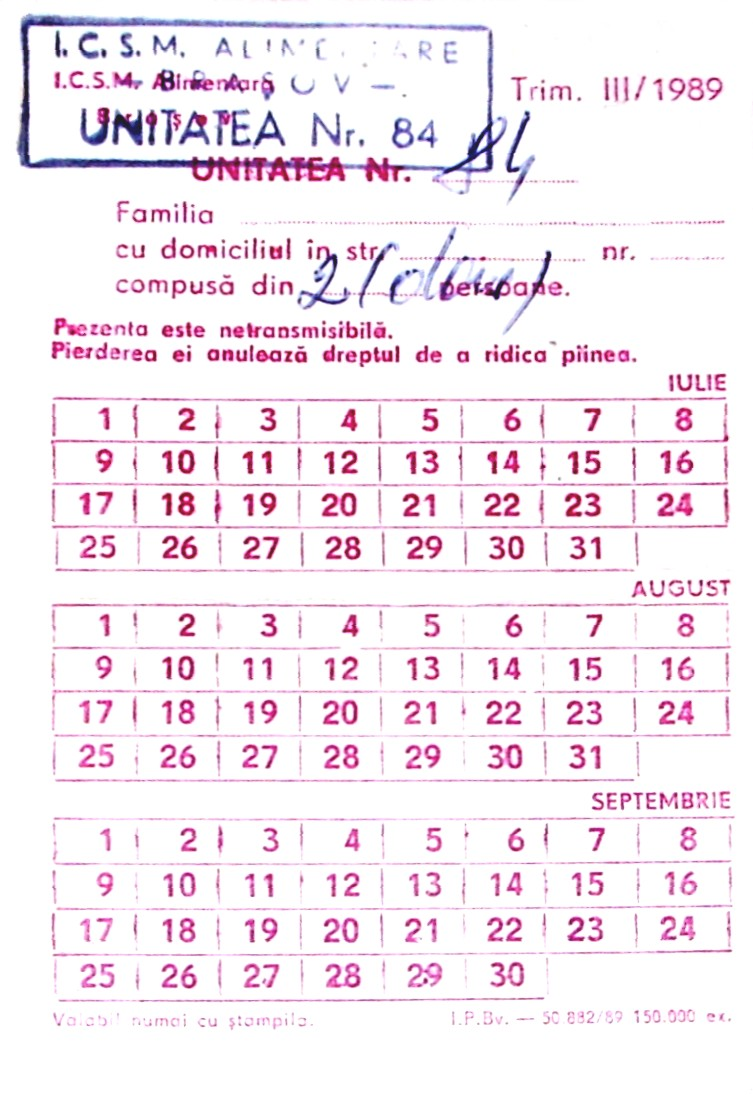
Cartão de racionamento romeno, 1989

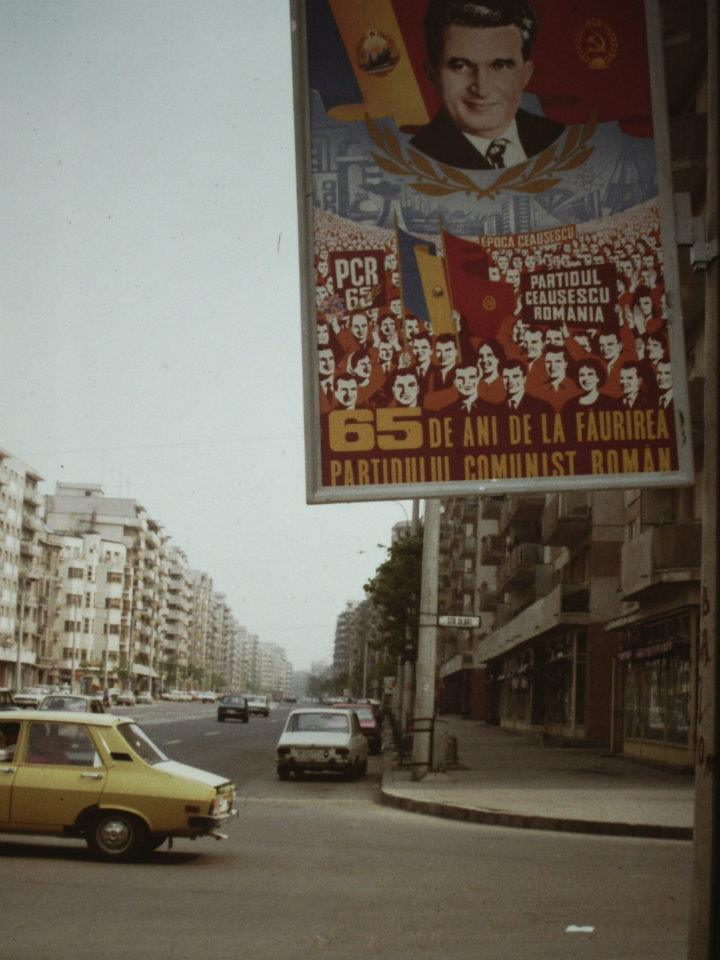
Um cartaz de propaganda nas ruas de Bucareste, 1986. A legenda diz "65 anos desde a criação do Partido Comunista Romeno", enquanto o fundo diz "Era Ceaușescu" e "O Partido. Ceaușescu. Romênia".

Antes da austeridade, a Romênia havia feito progressos consideráveis em muitas áreas. Entre 1950 e 1973, a Romênia se juntou à Iugoslávia e à Bulgária e alcançou taxas médias de crescimento anual acima da média da Europa Central e da Europa Ocidental. Durante as três primeiras décadas do pós-guerra, a Romênia se industrializou mais rápido que a Espanha, a Grécia e Portugal. A taxa de mortalidade infantil caiu de 139 por 1.000 durante o período entre guerras para 35 na década de 1970. Durante o período entre guerras, metade da população era analfabeta, mas sob o governo comunista o analfabetismo foi erradicado. A população urbanizou-se, os direitos das mulheres melhoraram muito, a esperança de vida aumentou, entre muitas outras conquistas.  
A Romênia continuou a progredir. Altas taxas de crescimento na produção criaram condições para elevar os padrões de vida da população. De 1950 até meados da década de 1980, os salários líquidos médios aumentaram mais de oito vezes. O fundo de consumo aumentou 22 vezes, e um amplo programa de construção de instalações culturais e moradias foi executado. Mais de 80 por cento da população do país mudou-se para novos apartamentos durante este período. 
Apesar de tudo isso, os padrões de vida no país continuaram sendo um dos mais baixos da Europa e, já em 1981, havia sinais claros de descontentamento público, como tumultos e uma multidão enfurecida atirando pedras no helicóptero de Ceaușescu enquanto ele fazia um voo para a Transilvânia em outubro. Ceaușescu desejava pagar os empréstimos ocidentais e, portanto, promulgou uma política de austeridade severa, incluindo racionamento de alimentos, gás, aquecimento e eletricidade. As pessoas nas cidades tinham que recorrer a botijões de gás natural ("butelii") ou fogões a carvão, mesmo estando conectados à rede de gás. Com o racionamento total de alimentos em vigor, o Partido Comunista publicou diretrizes oficiais sobre como os romenos poderiam se alimentar de forma nutritiva e, ao mesmo tempo, reduzir sua ingestão de calorias em 25%. Havia escassez de produtos disponíveis para o romeno médio. Em 1984, apesar do alto rendimento das colheitas e do aumento da produção de alimentos, foi introduzido um racionamento de alimentos em larga escala. O governo promoveu isso como "alimentação racional" e "um meio de reduzir a obesidade". A maior parte do que estava disponível eram rejeitos de exportação, já que a maioria dos produtos de qualidade eram exportados, mesmo com preços baixos, para obter moeda forte, seja para pagar a dívida, seja para avançar na busca cada vez maior pela industrialização pesada. 
Medidas de mecanização e quimização da agricultura ajudaram a aumentar a produção de produtos agrícolas. Em 1950, mais de 300 kg de cereais eram coletados por habitante; em 1982, essa quantidade havia aumentado para 1 tonelada por pessoa. A produção de carne aumentou de 29,5 para 100kg. 
Apesar do boicote liderado pelos soviéticos, a Romênia participou dos Jogos Olímpicos de Verão de 1984 em Los Angeles. Naquela época, era o único país alinhado à União Soviética a participar dos Jogos Olímpicos.
No final da década de 1980, o relatório de Desenvolvimento Humano das Nações Unidas classificou a Romênia como tendo alto desenvolvimento humano. A esperança de vida era de 71 anos, a taxa de alfabetização era de 96% e o PIB real per capita era de 3000 dólares. 
Em 1985, apesar da enorme capacidade de refino da Romênia, os produtos petrolíferos foram rigorosamente racionados, com suprimentos drasticamente cortados, um toque de recolher aos domingos foi instituído e muitos ônibus usavam propulsão a metano (eles eram ironicamente chamados de "bombas"); os táxis foram convertidos para queimar metanol. A eletricidade foi racionada para desviar o fornecimento para a indústria pesada, com um consumo mensal máximo permitido de 20 kWh por família (tudo acima desse limite era fortemente tributado). Apenas um em cada cinco postes de luz foi mantido aceso, e a televisão foi reduzida a um único canal transmitindo apenas 2 horas por dia. Todas essas políticas combinadas levaram os romenos a terem o menor padrão de vida da Europa, com a possível exceção da Albânia. 

#### Sistematização: demolição e reconstrução

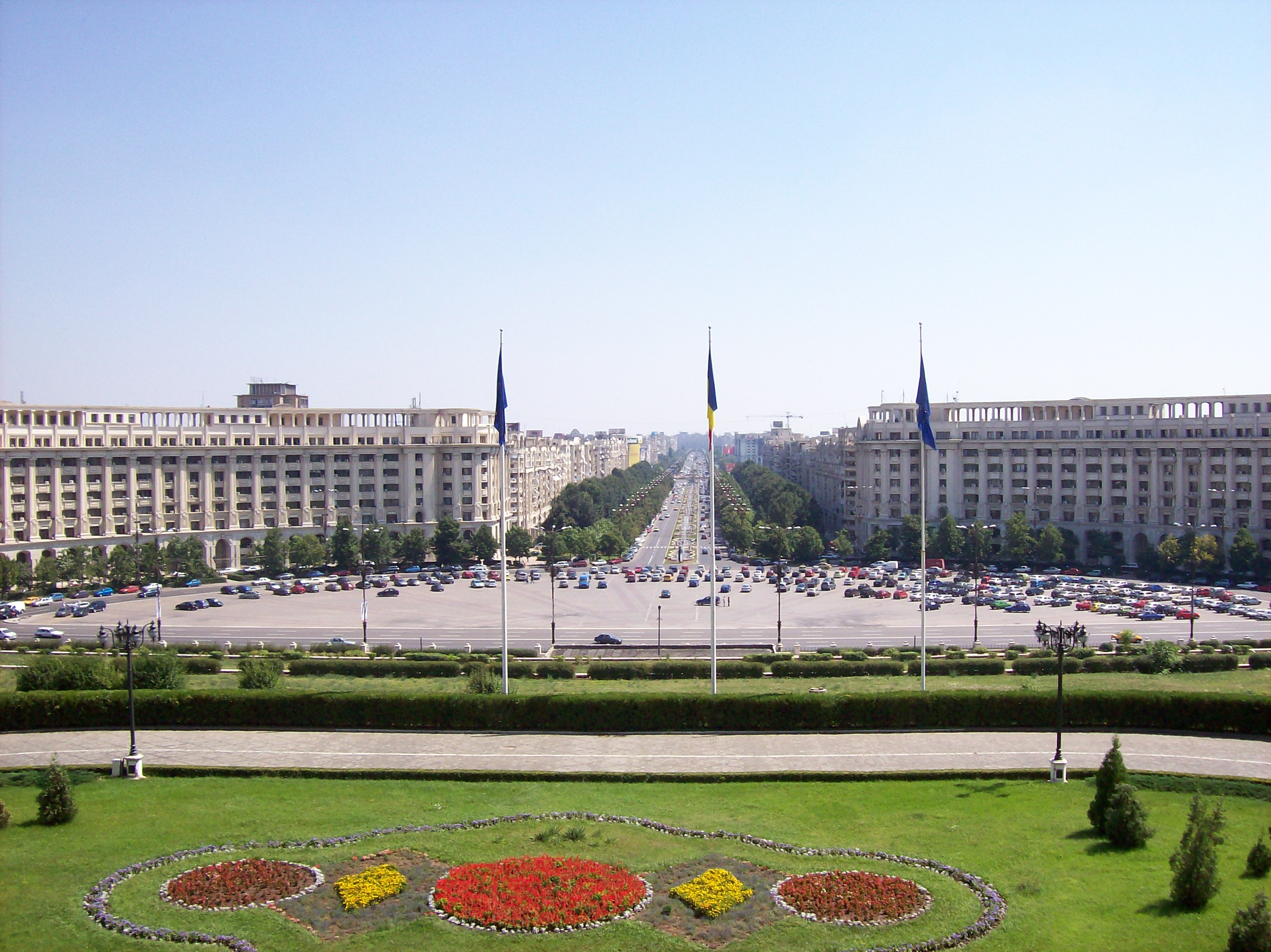
Centro Cívico, Bucareste

Sistematização (em romeno:  Sistematizarea) refere-se ao programa de planejamento urbano realizado sob o regime de Ceaușescu. Após uma visita à Coreia do Norte em 1971, Ceaușescu ficou impressionado com a ideologia Juche daquele país e iniciou uma grande campanha logo depois. 
A partir de 1974, a sistematização consistiu principalmente na demolição e reconstrução de aldeias, vilas, cidades e vilas existentes, no todo ou em parte, com o objetivo declarado de transformar a Romênia em uma "sociedade socialista desenvolvida multilateralmente". A política consistia em grande parte na construção em massa de blocos de apartamentos de alta densidade (blocuri). 
Durante a década de 1980, Ceaușescu ficou obcecado em construir para si um palácio de proporções sem precedentes, juntamente com um bairro igualmente grandioso, o Centrul Civic, para acompanhá-lo. As demolições em massa que ocorreram na década de 1980, nas quais uma área total de oito quilômetros quadrados do centro histórico de Bucareste foi arrasada, incluindo mosteiros, igrejas, sinagogas, um hospital e um famoso estádio esportivo Art Déco, para dar lugar ao grandioso Centrul Civic (Centro Cívico) e à Casa da República, agora oficialmente renomeada como Palácio do Parlamento, foram a manifestação mais extrema da política de sistematização. 
Em 1988, teve início um programa massivo de reassentamento rural. 

#### Últimos anos: aumento do controle social

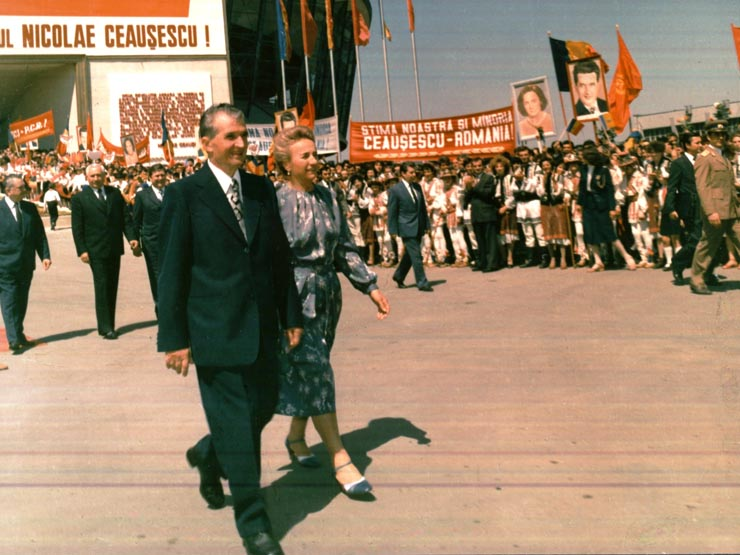
O governo comunista fomentou o culto à personalidade de Nicolae Ceaușescu e sua esposa Elena.

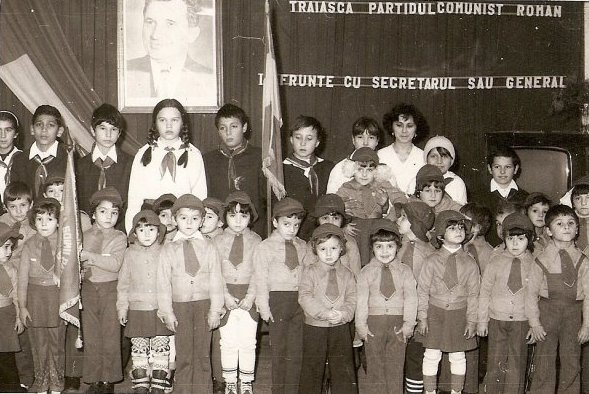
Membros da Șoimii Patriei, uma organização comunista juvenil criada em 1976 para crianças de 4 a 7 anos

O controle sobre a sociedade tornou-se cada vez mais rigoroso, com a instalação de um sistema de grampo telefônico no estilo da Alemanha Oriental, e com a Securitate recrutando mais agentes, estendendo a censura e mantendo controle e registros sobre um grande segmento da população. Em 1989, de acordo com o CNSAS (Conselho de Estudos dos Arquivos da Antiga Securitate), um em cada três romenos era informante da Securitate. Devido a essa situação, a renda do turismo caiu substancialmente, o número de turistas estrangeiros visitando a Romênia caiu 75%, com os três principais operadores turísticos que organizavam viagens na Romênia deixando o país em 1987. Ceaușescu também começou a se tornar alvo de um vasto culto à personalidade, com seu retrato em todas as ruas e pendurado em todos os prédios públicos. 
Em 1988, com as políticas da perestroika e da glasnost em vigor na União Soviética e a China passando por reformas econômicas, o sistema sociopolítico stalinista da Romênia começou a parecer cada vez mais deslocado, mas todas as tentativas foram feitas para manter a população isolada dos eventos que aconteciam fora do país. Além disso, embora o Ocidente tenha se mostrado disposto no passado a ignorar o histórico de direitos humanos de Ceaușescu em favor de sua postura independente e antissoviética, isso estava se tornando menos relevante com o fim da Guerra Fria. Dessa forma, a Romênia começou a ser criticada pelos Estados Unidos e seus aliados, mas tais reclamações foram simplesmente descartadas como "interferência indesejada nos assuntos internos da nossa nação". 
Houve também um renascimento do esforço para construir: 
- o Canal Danúbio-Mar Negro, que foi concluído;
- um sistema nacional de canais e uma rede de irrigação, alguns dos quais foram concluídos, mas a maior parte ainda é um projeto ou foi abandonada;
- um esforço para melhorar o sistema ferroviário com eletrificação e um sistema de controle moderno;
- a Usina Nuclear de Cernavodă;
- um sistema nacional de energia hidroeléctrica, incluindo a central eléctrica Porțile de Fier no Danúbio, em cooperação com a Iugoslávia;
- uma rede de refinarias de petróleo;
- uma frota pesqueira oceânica bastante desenvolvida;
- estaleiros navais em Constança;
- uma boa base industrial para as indústrias química e de máquinas pesadas;
- uma política externa bastante bem desenvolvida; e
- novas cidades através do programa de sistematização rural romeno.

### Queda

#### Motim de Brașov
Dezembro de 1989 foi o último ato de um final que havia começado em 1987, em Brașov. O motim anticomunista em Brașov, em 15 de novembro de 1987, foi o principal acontecimento político que anunciou a queda iminente do comunismo na Roménia. 
A revolta começou na empresa Trucks Brașov, como uma greve que começou na noite de 14 de novembro, no turno da noite, e continuou na manhã seguinte com uma marcha no centro da cidade, em frente ao Conselho do Partido Comunista Romeno. 
A população soube deste acontecimento através da Radio Free Europe. Como Emil Hurezeanu conta: "Lembro que Neculai Constantin Munteanu, o moderador do programa, começou a transmissão: 'Brașov! Então Brașov! Agora começou!' Esse era o tom de toda a transmissão. Tínhamos entrevistas, informações, interpretações de algumas interpretações políticas, artigos de imprensa mais antigos anunciando protestos de rua abertos contra Ceaușescu." 
As represálias contra os grevistas foram rápidas. Os trabalhadores foram presos e encarcerados e suas famílias ficaram aterrorizadas, mas esse ato de coragem por parte dos trabalhadores de Brașov preparou o cenário para futuras revoltas em massa. 
Hurezeanu continua: "... Tudo isso foi transformado em uma ofensiva. A reação do regime era esperada. Logo se viu que o regime quer escondê-lo, cancelá-lo, praticamente não responder às reivindicações, não tomar medidas, mudar nada, não transformar esse protesto em um debate público ou mesmo dentro do partido, no Comitê Executivo Político. E então, a receita de confrontos de rua com o regime se tornou a única... possível. Tornou-se o leitmotiv de todas as análises da mídia. [...] Foi o início de uma ação contra o sistema que compreende mais itens. Foi um protesto trabalhista em uma cidadela de Ceaușescu, foi uma mensagem antiditatorial, foi um contexto político claro: as pressões de Moscou, a recusa de Ceaușescu em aceitar as demandas de Gorbachev, a ruptura com o Ocidente, que mudou as visões em relação ao regime - tudo isso nos fez acreditar que o início do fim estava chegando". 

#### Protestos em 1989 antes da Revolução
Em março de 1989, vários ativistas importantes do PCR protestaram numa carta que criticava as políticas económicas de Nicolae Ceaușescu, mas pouco depois Ceaușescu alcançou uma vitória política significativa: a Roménia pagou a sua dívida externa de cerca de 11 bilhões  de dólares americanos, vários meses antes do que até mesmo o ditador romeno esperava. Ceaușescu foi formalmente reeleito secretário-geral do Partido Comunista Romeno — o único partido político da República Socialista Romena — em 14 de novembro, no XIV Congresso do partido. 
Em 11 de novembro de 1989, antes do congresso do partido, na Rua Brezoianu de Bucareste e no Boulevard Kogălniceanu, estudantes de Cluj-Napoca e Bucareste se manifestaram com cartazes que diziam "Queremos reformas contra o governo Ceaușescu".  Os estudantes – Mihnea Paraschivescu, Grațian Vulpe, o economista Dan Căprariu de Cluj e outros – foram presos e investigados pela Securitate na Penitenciária de Rahova, acusado de propaganda contra a sociedade socialista. Eles foram soltos em 22 de dezembro de 1989 às 14h00. Houve outras cartas e outras tentativas de chamar a atenção para a opressão econômica, cultural e espiritual dos romenos, mas elas serviram apenas para intensificar a atividade da polícia comunista e da Securitate. 

#### Revolução Romena
Em 16 de dezembro, um protesto eclodiu em Timișoara em resposta a uma tentativa do governo de despejar o pastor dissidente László Tőkés de seu apartamento na igreja. Tőkés fez recentemente comentários críticos contra o regime à comunicação social húngara,  e o governo alegou que ele estava a incitar ao ódio étnico. Seus paroquianos se reuniram ao redor de sua casa para protegê-lo de assédio e despejo. Muitos transeuntes, incluindo estudantes romenos, juntaram-se espontaneamente ao protesto. Posteriormente, a polícia e as forças da Securitate apareceram no local. Às 19:30 da noite, o protesto havia se espalhado e a causa original se tornou amplamente irrelevante. Alguns manifestantes tentaram incendiar o prédio que abrigava o Comitê Distrital do Partido Comunista Romeno (PCR). A Securitate respondeu com gás lacrimogêneo e jatos de água, enquanto a polícia atacou os manifestantes e prendeu muitos deles. Por volta das 21:00 da noite, os manifestantes se retiraram. Eles se reagruparam em torno da Catedral Ortodoxa Romena e iniciaram uma marcha de protesto pela cidade, mas novamente foram confrontados pelas forças de segurança. 
Os tumultos e protestos recomeçaram no dia seguinte, 17 de dezembro. Os manifestantes invadiram o prédio do Comitê Distrital. O exército não conseguiu estabelecer a ordem e o caos se instalou, com tiros, brigas, carros queimados e vítimas. 
Ao contrário da União Soviética na mesma época, a Romênia não havia desenvolvido uma elite grande e privilegiada. A família de Ceausescu mantinha todo o controle da política e os funcionários do Partido Comunista eram mal pagos e frequentemente passavam de um emprego para outro, impedindo assim que possíveis rivais políticos desenvolvessem uma base de apoio. Isso impediu a ascensão do comunismo reformista da era Gorbachev, encontrado na Hungria ou na União Soviética. Ceausescu era tão fortemente contra a reforma que chegou a pedir uma invasão da Polônia pelo Pacto de Varsóvia depois que seus comunistas decidiram negociar com a oposição — uma mudança marcante em relação à sua veemente oposição à invasão da Tchecoslováquia duas décadas antes. 
Da mesma forma, diferentemente da Polônia, Ceaușescu reagiu às greves inteiramente por meio de uma estratégia de maior opressão. A Romênia foi quase o último governo comunista do Leste Europeu a cair; sua queda também foi a mais violenta até então. 
Protestos e tumultos eclodiram em Timișoara em 17 de dezembro e soldados abriram fogo contra os manifestantes, matando cerca de 100 pessoas. Após interromper uma viagem de dois dias ao Irã, Ceaușescu fez um discurso televisionado em 20 de dezembro no qual condenou os eventos de Timișoara, dizendo que os considerava um ato de intervenção estrangeira nos assuntos internos da Romênia e uma agressão por meio de serviços secretos estrangeiros à soberania da Romênia, e declarou toque de recolher nacional, convocando uma reunião em massa em seu apoio em Bucareste para o dia seguinte. A revolta de Timișoara tornou-se conhecida em todo o país e, na manhã de 21 de dezembro, os protestos se espalharam para Sibiu, Bucareste e outros lugares. 
A situação chegou ao auge em 21 de dezembro, quando o discurso de Ceausescu no Edifício do Comitê Central (CC) em Bucareste se transformou em caos. A multidão, em uma reação que seria impensável durante a maior parte do quarto de século anterior, vaiou e escarneceu abertamente de Ceaușescu enquanto ele falava. Ele foi forçado a se esconder no Edifício CC depois de perder o controle de seus próprios "apoiadores". A noite de 21 de dezembro trouxe conflitos entre manifestantes e a Securitate, a polícia e parte das forças do exército; mais de 1.100 manifestantes foram mortos durante os conflitos nos dias seguintes. Na manhã de 22 de dezembro, foi anunciado que o general do exército Vasile Milea havia cometido suicídio. Acreditando que Milea havia realmente sido assassinada, os soldados rasos se juntaram quase em massa à rebelião incipiente. Uma segunda tentativa de discurso no dia seguinte fracassou rapidamente. Em breve, as pessoas estavam a sitiar o edifício do Comité Central, chegando a poucos metros do próprio Ceaușescu;  a Securitate não fez nada para o ajudar. Ceaușescu logo fugiu de helicóptero do telhado do Edifício CC, apenas para se encontrar abandonado em Târgoviște, onde ele e sua esposa Elena foram finalmente julgados por uma corte marcial, condenados após uma hora e meia e executados por um pelotão de fuzilamento momentos após o veredicto e a sentença terem sido anunciados em 25 de dezembro.  O PCR se dissolveu logo depois e nunca mais foi reativado.

#### Controvérsia sobre os acontecimentos de dezembro de 1989
Durante vários meses após os eventos de dezembro de 1989, foi amplamente argumentado que Ion Iliescu e a Frente de Salvação Nacional (FSN) tinham apenas aproveitado o caos para dar um golpe. Embora, no final das contas, muita coisa tenha mudado na Romênia, ainda é motivo de discórdia entre os romenos e outros observadores se essa era a intenção desde o início ou se era apenas uma jogada pragmática das cartas que receberam. Em dezembro de 1989, as políticas econômicas e políticas duras e contraproducentes de Ceaușescu custaram-lhe o apoio de muitos funcionários do governo e até mesmo dos quadros mais leais do Partido Comunista, muitos dos quais uniram forças com a revolução popular ou simplesmente se recusaram a apoiá-lo. Essa perda de apoio de autoridades governamentais acabou preparando o cenário para a queda de Ceaușescu. O exército romeno também foi um fator na queda do regime, pois sofreu severos cortes orçamentários enquanto grandes somas foram gastas na Securitate, deixando-os extremamente descontentes e pouco dispostos a salvar Ceaușescu. 

## Política
A estrutura política da RSR era uma república socialista governada por um único partido, o Partido Comunista Romeno. Todas as suas reuniões legislativas ocorreram em Bucareste.

### Relações exteriores
A política externa da Romênia estava alinhada com todas as nações que estavam alinhadas com a União Soviética. Sob Ceaușescu, o país manteve relações estratégicas com o Bloco Ocidental e o Movimento Não Alinhado, e foi o único país do Bloco Oriental a não boicotar os Jogos Olímpicos de Verão de 1984, em Los Angeles. 
Após a ruptura sino-soviética, a Romênia também manteve relações com a China e a Coreia do Norte, bem como com o Kampuchea Democrático governado pelo Khmer Vermelho, apoiado pela China. 
A Romênia aderiu às Nações Unidas em 14 de dezembro de 1955 (ver Resolução 109 do Conselho de Segurança das Nações Unidas), bem como ao Fundo Monetário Internacional e ao Banco Mundial em 1972. Em julho de 1980, a Romênia assinou um acordo comercial abrangente com a Comunidade Econômica Europeia, que por sua vez se tornou a União Europeia em 1993, quando a Romênia aderiu em 2007. 

## Legado
Apesar da prolongada crise econômica e social entre 1982 e 1989 e das medidas de austeridade que se seguiram; principalmente devido ao rápido e impressionante crescimento económico que foi seguido pelo declínio,  muitos romenos ainda encaram a era socialista do seu país de forma positiva,  olhando para trás com nostalgia para uma era de estabilidade e segurança percebidas em oposição à recente instabilidade econômica e política, e também à corrupção pós-comunista que se manteve resiliente após 1989, sendo considerada um grande problema no país.  Mais de 53% dos romenos responderam em sondagens que prefeririam viver novamente sob o regime comunista,  e 63% acham que as suas vidas eram melhores sob o mesmo regime.   O  líder do regime comunista, Ceaușescu, também desfruta de grande aprovação nas pesquisas: em 2010, 41% dos romenos votariam em Ceaușescu; em 2014, esse percentual chegou a 46%. Em dezembro de 2018, 64% das pessoas tinham uma boa opinião sobre Ceaușescu, tornando-o o presidente com maior aprovação no país. 
Por outro lado, após a queda do regime comunista, a Romênia começou a mudar suas diretrizes políticas e econômicas, passando de um apoio (embora morno) a Moscou para um alinhamento com Bruxelas e Washington, ao ingressar na OTAN em 2004 e na União Europeia em 2007. Hoje, a "apresentação apologética" dos governos nazistas e comunistas e a difamação de suas vítimas na mídia audiovisual são proibidas por decisão do Conselho Nacional do Audiovisual. Dinel Staicu foi multado em 25.000 lei (aproximadamente 9.000 dólares americanos) por elogiar Ceaușescu e exibir suas fotos em seu canal de televisão privado (3TV Oltenia). 

## Galeria
| {{{caption}}} |
| (1947–1948)   |

| {{{caption}}} |
| (1948)        |

| {{{caption}}} |
| (1948–1952)   |

| {{{caption}}} |
| (1952–1965)   |

| {{{caption}}} |
| (1965–1989)   |

| {{{caption}}} |
| (1948)        |

| {{{caption}}} |
| (1948–1952)   |

| {{{caption}}} |
| (1952–1965)   |

| {{{caption}}} |
| (1965–1989)   |